# Pasar Tais
Pasar Tais is een bestuurslaag in het regentschap Seluma van de provincie Bengkulu, Indonesië. Pasar Tais telt 2164 inwoners (volkstelling 2010).